# Niki Rüttimann
Niki Rüttimann (Thal, 18 augustus 1962) is een voormalig Zwitsers wielrenner. Rüttimann werd professional in 1984 en zou dat tot 1990 blijven.

## Belangrijkste overwinningen
1982
- GP Wilhelm Tell

1984
- Clásica San Sebastián

1985
- Parijs-Bourges

1986
- 14e etappe Ronde van Frankrijk

1988
- 1e etappe Ronde van Romandië
- 1e etappe A Dauphiné Libéré
- 5e etappe Dauphiné Libéré

## Resultaten in voornaamste wedstrijden
| Jaar | Ronde van Italië | Ronde van Frankrijk | Ronde van Spanje |
| ---- | ---------------- | ------------------- | ---------------- |
| 1984 |                  | 11e                 |                  |
| 1985 |                  | 13e                 |                  |
| 1986 | 9e               | 7e (1)              |                  |
| 1987 |                  | opgave              |                  |
| 1988 |                  | 43e                 |                  |
| 1989 |                  | opgave              |                  |
| 1990 |                  | opgave              |                  |

| Jaar | Milaan-San Remo | Ronde van Vlaanderen | Amstel Gold Race | Luik-Bast.‑Luik | Ronde van Lombardije | Waalse Pijl | Parijs-Tours | Clásica San Sebastián |  | WK op de weg |  | Wereldranglijsten |
| ---- | --------------- | -------------------- | ---------------- | --------------- | -------------------- | ----------- | ------------ | --------------------- |  | ------------ |  | ----------------- |
| 1984 |                 |                      |                  | 22e             | 30e                  |             | 39e          | ↑                     |  | 23e          |  | 25e (SPP)         |
| 1985 | 61e             |                      |                  | 16e             |                      | 25e         | 26e          | 5e                    |  | 53e          |  |                   |
| 1986 | 23e             | 20e                  |                  |                 | 10e                  | 54e         | 33e          |                       |  | 39e          |  | 24e (SPP)         |
| 1987 | 29e             | 31e                  | 27e              | 21e             |                      | 18e         | 64e          |                       |  |              |  |                   |
| 1988 |                 |                      |                  |                 |                      |             | 30e          | 33e                   |  |              |  |                   |
| 1989 |                 |                      |                  | 118e            |                      |             |              | 110e                  |  |              |  |                   |
| 1990 |                 | 7e                   |                  |                 |                      | 108e        |              | 108e                  |  |              |  |                   |